# Дутінхем
Дутінхем (нід. Doetinchem, МФА: [ˈdutɪnˌxɛm]) — місто та муніципалітет на сході Нідерландів, у районі Ахтергук, на півдні провінції Гелдерланд. Лежить уздовж течії річки Ейссел.
1 січня 2005 року до Дутінхема приєднано сусідні муніципалітети Вел та Зелемсе-Брук.
У місті базується професійний футбольний клуб «Де Графсхап», що виступає в вищому дивізіоні чемпіонату Нідерландів.

## Населені пункти муніципалітету
Міста
- Дутінхем
- Вел

Села
- Гандерен
- Ню-Вел

Селища
- Ейзеворде

## Персоналії
- Паул Босвелт (нар. 1970) — футболіст
- Александер Бюттнер (нар. 1989) — футболіст
- Єлле ван Горком (нар. 1991) — велогонщик, срібний призер ОІ 2016
- Люк де Йонг (нар. 1990) — футболіст
- Сім де Йонг (нар. 1989) — футболіст
- Гленн Ловенс (нар. 1983) — футболіст
- Десі Реєрс (нар. 1964) — плавчиня, учасниця ОІ 1984

## Галерея

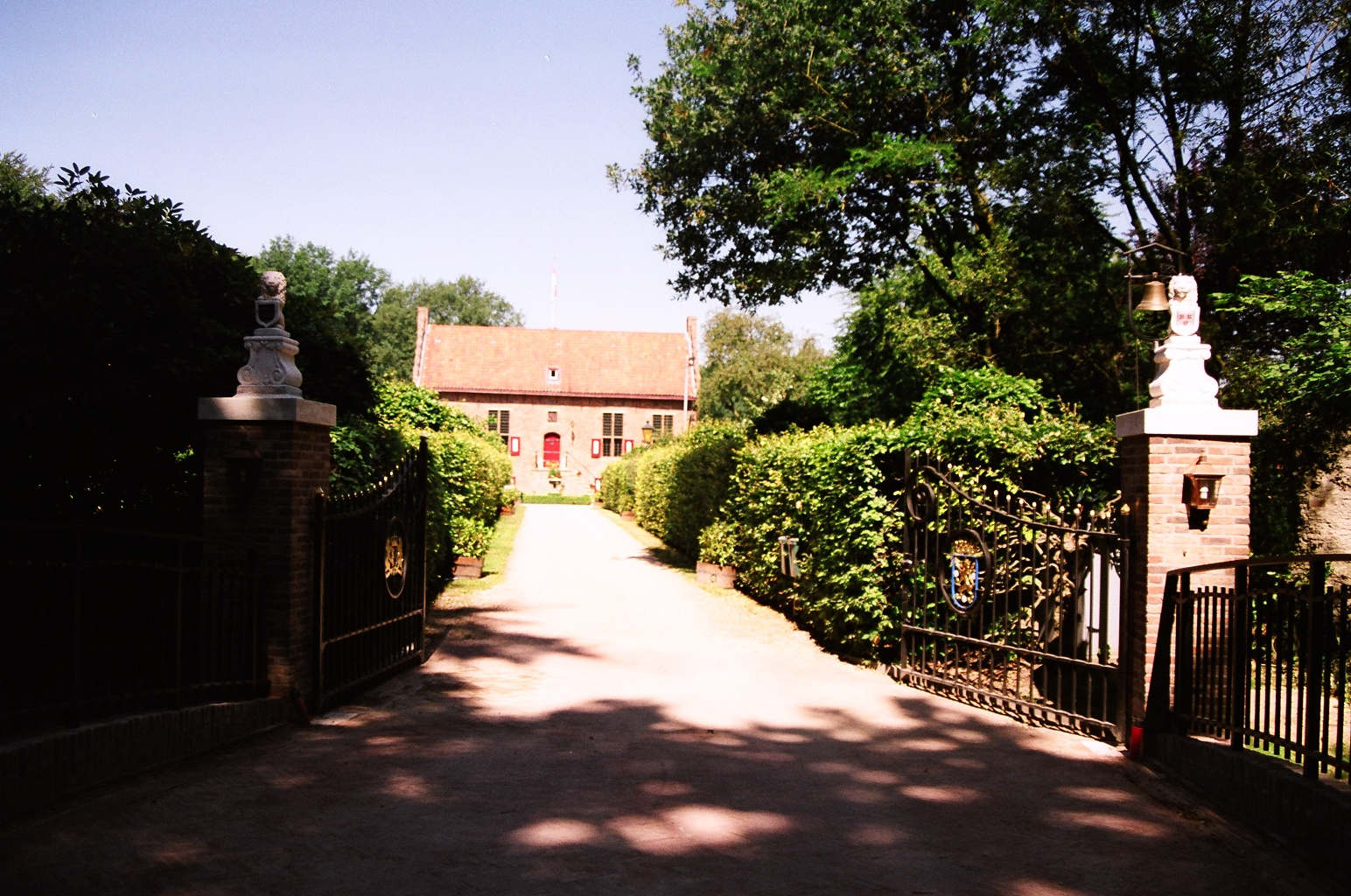
Замок
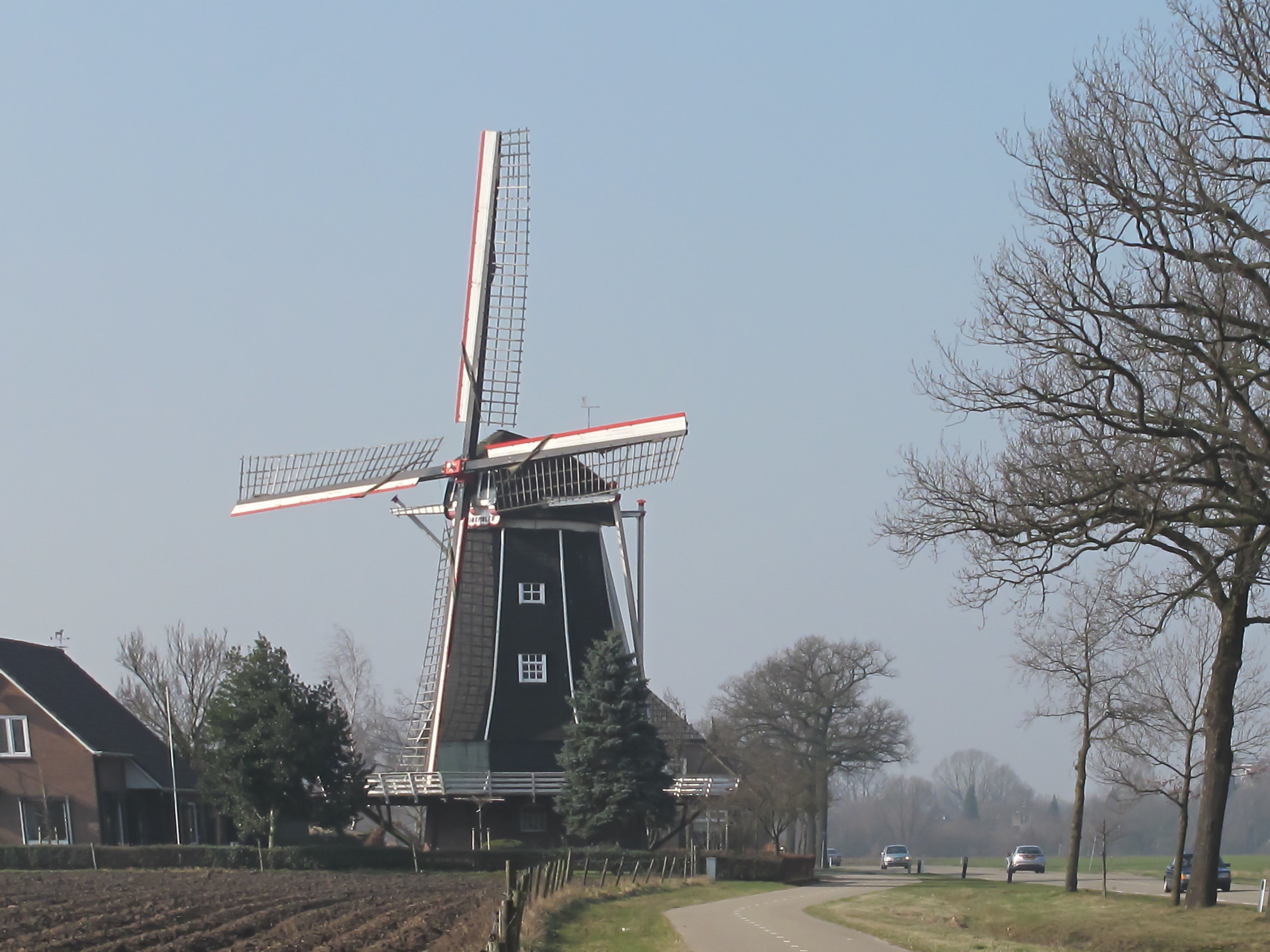
Вітряк
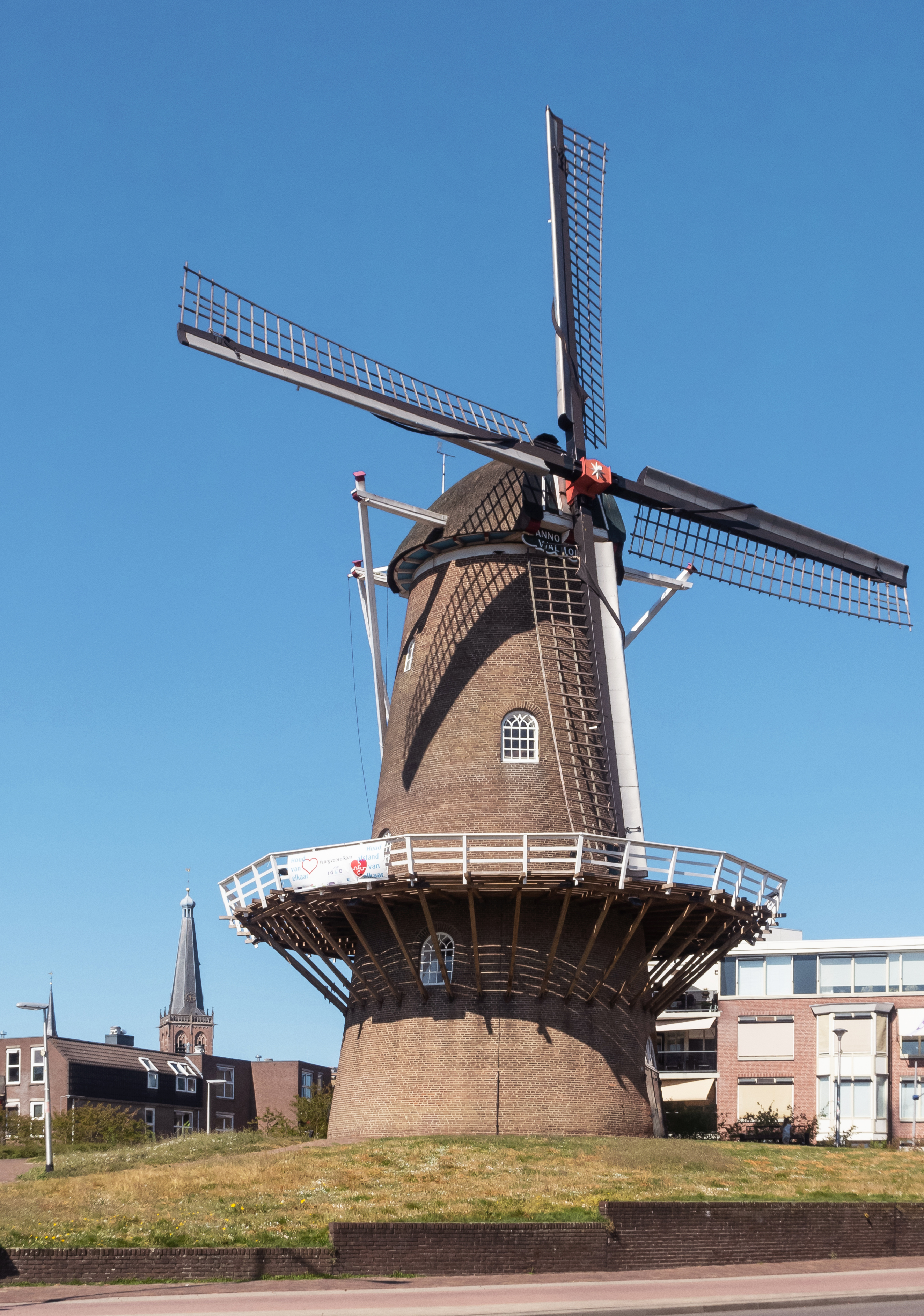
Вітряк
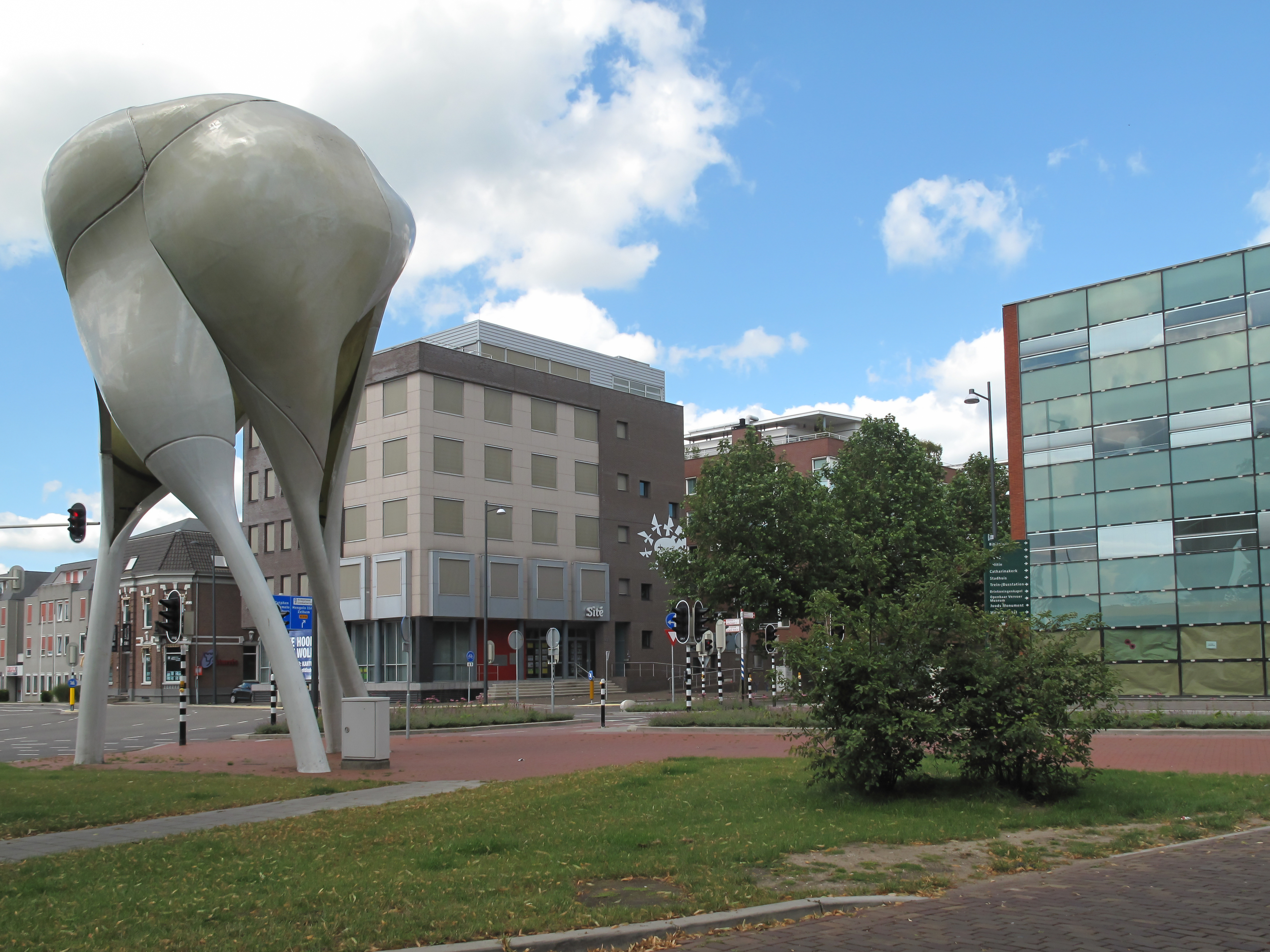
Вуличне мистецтво
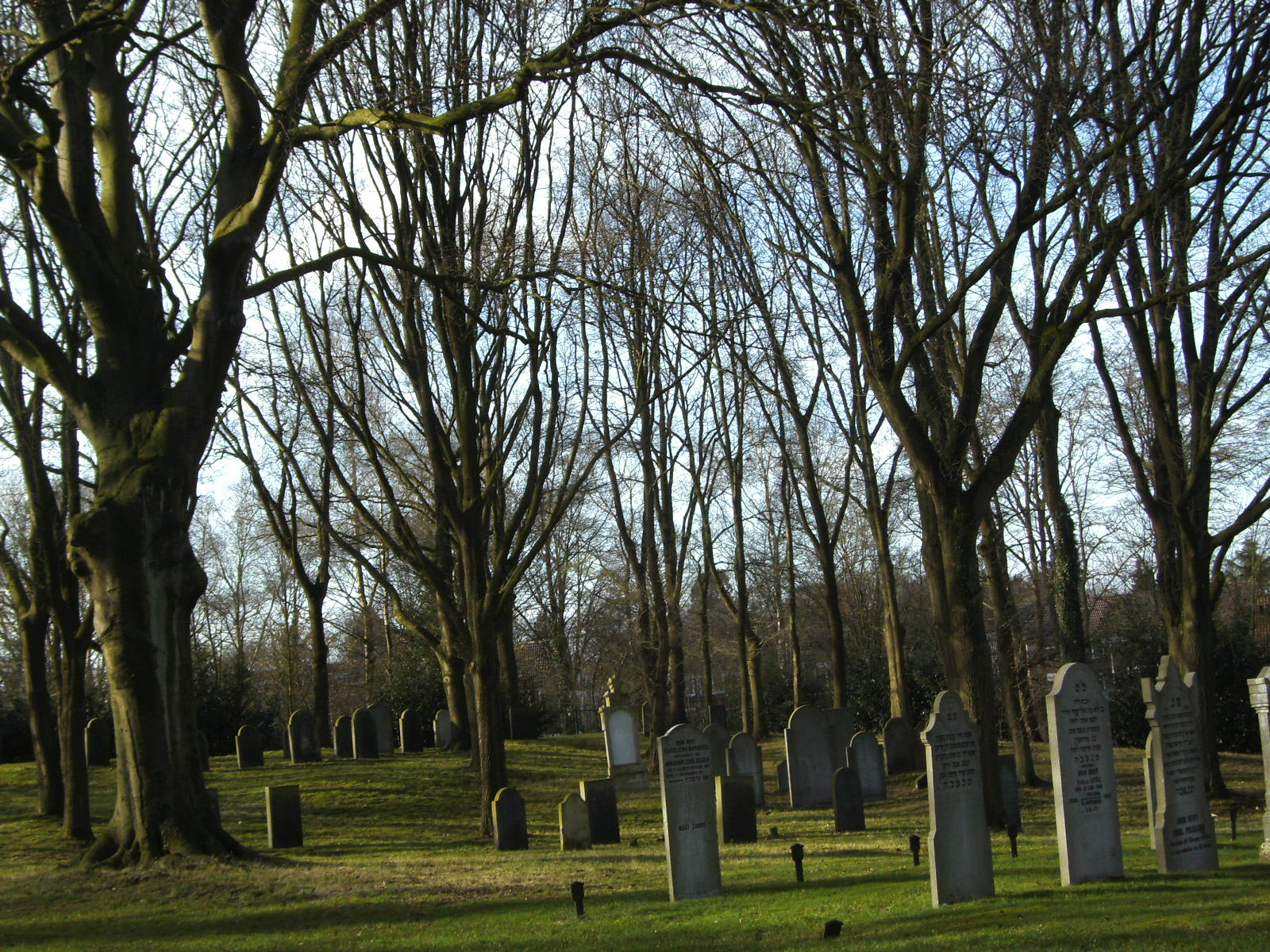
Єврейське кладовище